# Саувосаарен (стадіон)
«Саувосаарен ургейлупуйсто» (фін. Sauvosaaren urheilupuisto) — футбольний стадіон у місті Кемі, Фінляндія, домашня арена ФК «Паллосеура Кемі Кінгс».
Стадіон побудований та відкритий 1934 року. Має два окремих ігрових поля, одне з яких обладнане системою освітлення. Основне поле має параметри 102×68 м, резервне — 105×60. Трибуни арени орієнтовані на обидва поля та поділені на основні та задні, мають загальну потужність 4 500 глядачів. 